# Karl Gustaf Pettersson
Karl Gustaf Pettersson, född 16 juli 1853 i Rudskoga socken, Värmland, död 5 september 1921 i Frändefors, Dalsland, var är en svensk konstnär och gåramålare. Han gifte sig 1897 med Klara Natalia Fagerström. 
Pettersson började utbilda sig till yrkesmålare 1869, som konstnär var han autodidakt. Han vandrade runt i södra Dalsland och målade av fastigheter på beställning och utförde dekorativa utsmyckningar. 
Hans konst består av stafflimålningar med motiv från Dalsland med en genuin naivism och en barnslig charm.